# Trachyandra mandrarensis
Trachyandra mandrarensis là một loài thực vật có hoa trong họ Thích diệp thụ. Loài này được (H.Perrier) Marais & Reilly miêu tả khoa học đầu tiên năm 1978.